# Yessentuki
Yessentuki (tiếng Nga: Ессентуки) là một thành phố Nga nằm ở chân dãy núi Kavkaz. Thành phố có một nhà ga trên tuyến nhánh Mineralnye Vody—Kislovodsk. Nó được xem là thủ phủ của người Hy Lạp ở Nga với khoảng 10% dân số gốc Hy Lạp. Thành phố này thuộc chủ thể Stavropol Krai. Thành phố có dân số 81.758 người (theo điều tra dân số năm 2002). Đây là thành phố lớn thứ 200 của Nga theo dân số năm 2002. Dân số qua các thời kỳ:100,969 (Điều tra dân số 2010); 81,758 (Điều tra dân số 2002); 85,082 (Điều tra dân số năm 1989).